# いつも上機嫌
いつも上機嫌（ - じょうきげん）は、高橋ひろの1枚目のシングル。

## 内容
POPSICLE、チューリップとしての活動を経ての記念すべきソロ・デビューシングル。アルバム「君じゃなけりゃ意味ないね」と同時発売である。本作はフェードアウトしているが「高橋ひろ ベスト・コレクション」はフェードアウトしないバージョンとして収録した。ちなみに、1993年12月にはFM802でヘビーローテーションとして使用された。

## 収録曲
1. いつも上機嫌
作詞：藤井青銅・高橋ひろ 作曲：高橋ひろ　編曲：高浪敬太郎
2. 君に幸あれ 僕に福あれ
作詞：あさくらせいら・高橋ひろ　作曲：高橋ひろ　編曲：高浪敬太郎
3. いつも上機嫌 (inst.)

## 収録アルバム
- 君じゃなけりゃ意味ないね (#1,2)
- 高橋ひろ ベスト・コレクション (#1)